# Abaporu
Abaporu é uma pintura a óleo da artista brasileira Tarsila do Amaral. É uma das principais obras do período antropofágico do movimento modernista no Brasil.
É a tela brasileira mais valorizada no mercado mundial das artes, com valor estimado de US$ 40 milhões, sendo comprada pelo colecionador argentino Eduardo Costantini por US$ 2,5 milhões, em 1995, em um leilão realizado na Christie's. Criador do Museu de Arte Latino-Americana de Buenos Aires (MALBA), Costantini doou sua coleção para o museu, incluindo a Abaporu. Anteriormente a obra pertencia ao empresário brasileiro Raul Forbes, numa aquisição ocorrida em 1985.

## História
Foi pintada em óleo sobre tela, em janeiro de 1928, por Tarsila do Amaral (1886-1973) como presente de aniversário ao escritor Oswald de Andrade, seu marido na  época. O nome da obra foi conferido por ele e pelo poeta Raul Bopp, que indagou a Oswald ao ver o quadro: "Vamos fazer um movimento em torno desse quadro?". E também é uma referência para a criação da Antropofagia modernista brasileira, ou Movimento Antropofágico, que se propunha a deglutir a cultura estrangeira e adaptá-la ao Brasil.
Outras obras de Tarsila em sua fase antropofágica:  A Lua (1928), O Lago (1928), Cartão Postal (1929) e Sol Poente (1929).
A escolha das cores, formas e perspectiva da obra refletem o desejo de Tarsila de mostrar o Brasil de verdade. “Tarsila desembarcava do ‘Massilia’, navio de luxo vindo de Paris, trazendo na bagagem tintas bonitas, muitos vestidos elegantes e muita renovação”. O quadro faz parte da fase antropofágica de Tarsila que, assim como a fase pau-brasil, é considerada uma das mais importantes dentro da vida da pintora. Influenciada pelo cubismo, esse período na carreira da artista permitiu a ela fazer uma leitura visual das estruturas da sociedade brasileira.

### Itinerário da obra
Pintado como presente de aniversário para o então marido Oswald de Andrade, quando Tarsila e ele se separaram, o escritor aceitou trocar o quadro por um mais valorizado à época, O Enigma de Um Dia, de Giorgio de Chirico. O Abaporu permaneceu com a autora.
A tela foi exibida várias vezes publicamente nos anos seguintes: em 1928, pela primeira vez, em Paris; no ano seguinte, fez parte das duas primeiras mostras individuais de Tarsila, uma em São Paulo, outra no Rio. Novamente, em 1933, no Rio de Janeiro, em 1950 e 1952 no Museu de Arte Moderna (MAM) de São Paulo . O Abaporu participou também da VII Bienal Internacional de Arte de São Paulo em 1963, e da XXXII Bienal de Veneza em 1964.
Em 1969, fez parte de uma turnê por várias cidades brasileiras, na mostra "Tarsila: 50 Anos de Pintura". Em 1972, foi exposta na comemoração dos 50 anos da Semana de Arte Moderna de 1922.
Nos anos 1960, Tarsila havia vendido o quadro para o colecionador, fundador e diretor do Museu de Arte de São Paulo - MASP, Pietro Maria Bardi. Tarsila tinha a expectativa de que o quadro integrasse a coleção do Museu, validando sua importância como obra capital da arte brasileira.
Bardi, no entanto, revendeu a obra para o colecionador Érico Stickel. Em 1984, o galerista Raul Forbes comprou o quadro por US$ 250 mil - então o valor mais caro já pago por uma pintura brasileira. Em 1995, Forbes decidiu leiloar Abaporu na casa de leilões Christie's, em Nova Iorque. Foi arrematada pelo empresário argentino Eduardo F. Costantini, por US$ 1,35 milhão, novamente um recorde nacional.
Costantini criaria o Museu de Arte Latino-Americana de Buenos Aires - Malba, para o qual doou a coleção. O Abaporu voltaria a ser exibido no Brasil em 2008, em mostra na Pinacoteca do Estado de São Paulo, em 2011, no Palácio do Planalto, em Brasília; e em 2016, no Rio de Janeiro.
Em abril de 2019, a obra foi finalmente exposta no Masp, na exposição retrospectiva "Tarsila Popular".

### Abaporu no Brasil
Apesar de ser um dos símbolos do modernismo brasileiro, Abaporu não esteve na Semana de Arte Moderna de 1922, pois o quadro seria pintado somente em 1928. Em 1922, na data da realização da Semana (11 a 18 de fevereiro), Tarsila estava em Paris em busca de uma identidade artística e só retornaria ao país no final daquele ano.
Desde que Costantini adquiriu a tela em 1995, ela foi exposta no Brasil algumas vezes. Em 1998, em uma mostra no Museu de Arte Moderna de São Paulo (MAM) que exibia obras do empresário argentino. Em 2002, esteve na Faap para a exposição Da Antropofagia a Brasília. Já em 2008, a pintura brasileira participou de Tarsila Viajante, na Pinacoteca do Estado de São Paulo. Mais uma vez na Faap, fez parte de Mulheres, Artistas e Brasileiras em 2011. Durante os Jogos Olímpicos do Rio de Janeiro, em 2016, o quadro esteve no Museu de Arte do Rio (MAR) na exposição A Cor do Brasil. Em 5 de abril de 2019, foi exposta pela primeira vez no Museu de Arte de São Paulo (MASP). De acordo com a sobrinha-neta da artista, Tarsilinha do Amaral, era seu sonho que o quadro fosse exposto no local.

## Interpretação
Gonzalo Aguillar em seu artigo “O Abaporu, de Tarsila do Amaral: saberes do pé” mencionado em Antropofagia hoje? Oswald de Andrade em Cena, livro de Jorge Ruffinelli e João Cezar de Castro Rocha, pensa o Abaporu na qualidade do gênero de retrato anti-humano, pois o rosto é apagado, o corpo é animalesco, porém os pés são bastante humanos e detalhados. Para Aguillar, a gestualidade humana do quadro é parodiada. O homem do quadro é desprovido de identidade, quase desumanizado.
Ortega y Gasset, em "A desumanização da arte", trata da arte e das vanguardas modernas do início do século XX como "nova arte". Para o autor, a desumanização, que tende a se distanciar do objeto e da realidade humana deformando-a pela ruptura e destruição de seu aspecto humano, é própria desta nova escola. Ou seja, a desumanização do Abaporu é uma tendência observada no período.[carece de fontes?]
Para Ortega y Gasset, não se trata de pintar algo que seja completamente distinto de um homem, ou casa, ou montanha, mas sim de pintar um homem que pareça o menos possível com um homem, uma casa que conserve de tal o estritamente necessário para que assistamos à sua metamorfose, um cone que saiu milagrosamente do que era antes uma montanha, como a serpente sai de sua pele. O prazer estético para o artista novo emana desse triunfo sobre o humano; por isso é preciso concretizar a vitória e apresentar em cada caso a vítima estrangulada.
Para Deleuze e Guattari, em "Ano-zero Rostidade", no livro "Mil Platôs: capitalismo e esquizofrenia", o rosto do homem é uma superfície e um mapa, que surge do entrecruzamento dos eixos da significância e da subjetivação, o qual adquire o nome de muro branco-buraco negro. De acordo com os estudiosos, mesmo humana, a cabeça não é forçosamente um rosto. O rosto só se produz quando a cabeça deixa de fazer parte do corpo, quando para de ser codificada pelo corpo, quando ela mesma para de ter um código corporal polívoco multidimensional- quando o corpo, incluindo a cabeça, se encontra descodificado e deve ser sobrecodificado por algo que denominaremos Rosto.
A inversão da hierarquia face-restante do corpo na obra de Tarsila subverte a valorização da cultura ocidental em relação à parte superior do corpo, sobretudo, à cabeça, em uma espécie de provocação estética.
Bakthin trata do baixo e alto material corporal em seu livro "A Cultura Popular na Idade Média e no Renascimento". Para ele, o traço marcante do realismo grotesco é o rebaixamento, isto é, a transferência ao plano material e corporal, o da terra e do corpo na sua indissolúvel unidade, de tudo que é elevado, espiritual, ideal e abstrato.
Outra interpretação da pintura coloca em pauta a questão do trabalho. Para Nádia Battella Gotlib, a temática se manifesta na representação dos pés e das mãos da figura, os quais aparecem desproporcionalmente grandes, simbolizando o trabalho braçal realizado por grande parte da população brasileira. Enquanto isso, a cabeça, em menor evidência, representa o trabalho intelectual, relegado a uma reduzida elite econômica e acadêmica.

## Estética
Alguns estudiosos ligam a gestualidade do Abaporu a O Pensador de Rodin. Nádia Regina Maffi Reckel, em sua tese "A tessitura da textualidade em Abaporu" afirma que no 'Abaporu' a re-escritura do 'Pensador' não se dá apenas pela posição corporal da personagem, mas também pela estética do fragmento e do bloco. E, se juntarmos a isso a re-escrituração de brasilidade podemos compreender o texto por suas re-escriturações e, não apenas por sua forma ou conteúdo como é comumente lido pelos críticos de arte e educadores.
Outra ligação entre as obras é exemplificada pelo fragmento de sol. No ambiente, a luz é externa, refletindo suas marcas no corpo da personagem e no cacto. O sol é uma referência ao sol brasileiro, à brasilidade da obra.